# Daz Dillinger

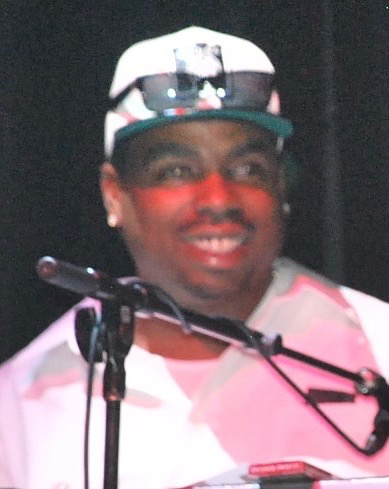
Daz Dillinger

Daz Dillinger (* 25. Mai 1973 in Long Beach, Kalifornien; bürgerlich Delmar Arnaud) ist ein US-amerikanischer Rapper und Musikproduzent. Er ist auch unter dem Pseudonym Dat Nigga Daz bekannt.

## Biografie
Er war in den 1990er Jahren einer der wichtigsten Künstler von Death Row Records und einer der Protagonisten des Westcoast-Hip-Hop, des G-Funks und des Gangsta-Raps.
Zusammen mit Kurupt, Nate Dogg und Snoop Dogg, der Daz’ Cousin ist, war er einer der Künstler aus Long Beach, Los Angeles, die dem Produzenten Dr. Dre vorgestellt wurden, während dieser an seinem Album The Chronic arbeitete. Diese Künstler sind daher auch mit Gastbeiträgen auf dem Album zu hören. Snoop Doggs Album Doggystyle machte Daz Dillinger endgültig bekannt. Auch 2Pac erkannte sein Talent und ließ ihn Teile seines Albums All Eyez on Me produzieren. Dr. Dre verpflichtete ihn anschließend für Snoop Doggs Album Tha Doggfather.
Zusammen mit Kurupt bildet er die Gruppe Tha Dogg Pound, die einige erfolgreiche Releases hatte. Inzwischen besitzt Daz mit DPG Recordz sein eigenes Independent-Label. Des Weiteren gehört er als Solokünstler dem Label So So Def Recordings von Jermaine Dupri an.
Im August 2013 ließ Dillinger über die Anwaltskanzlei Kushner Carlson eine Unterlassungserklärung an Rockstar Games und Take-Two Interactive übermitteln. Der Rapper fordert den Verkaufsstopp des Open-World-Spiels Grand Theft Auto V, da ihm die Tantiemen für die im Spiel verwendeten Songs C-Walk und Nothin’ But The Cavil zu gering erschienen. Am 16. Februar 2018 wurde sein mittlerweile 16. Studio-Album mit dem Titel Dazamataz veröffentlicht. Es beinhaltet insgesamt 30 Songs.

## Diskografie

### Studioalben
| Jahr | Titel                             | Höchstplatzierung, Gesamtwochen, AuszeichnungChartsChartplatzierungen (Jahr, Titel, Platzierungen, Wochen, Auszeichnungen, Anmerkungen) | Anmerkungen                              |
| Jahr | Titel                             | US | Anmerkungen                              |
| ---- | --------------------------------- | --- | ---------------------------------------- |
| 1998 | Retaliation, Revenge and Get Back | US8 (9 Wo.)US | Erstveröffentlichung: 31. März 1998      |
| 2002 | This Is the Life I Lead           | US109 (6 Wo.)US | Erstveröffentlichung: 11. Juni 2002      |
| 2006 | So So Gangsta                     | US35 (5 Wo.)US | Erstveröffentlichung: 12. September 2006 |

Weitere Studioalben
- 2000: R.A.W.
- 2003: DPGC: U Know What I’m Throwin’ Up
- 2004: I Got Love in These Streetz
- 2005: Tha Dogg Pound Gangsta LP
- 2005: Gangsta Crunk
- 2007: Gangsta Party
- 2008: Only on the Left Side
- 2009: Public Enemiez
- 2010: Matter of Dayz
- 2011: D.A.Z.
- 2012: Witit Witit
- 2018: Dazamataz
- 2018: Smoke Me Out
- 2023: Dat Nigga Daz

### Kollaboalben
- 2001: Long Beach 2 Fillmoe (mit JT the Bigga Figga)
- 2001: Game for Sale (mit JT the Bigga Figga)
- 2003: Southwest (mit Nuwine)
- 2013: West Coast Gangsta Shit (mit WC)

### Kompilationen
- 2001: Who Ride wit Us: Tha Compalation, Vol. 1
- 2002: To Live and Die in CA
- 2002: Who Ride wit Us: Tha Compalation, Vol. 2
- 2008: Who Ride wit Us Vol. 3
- 2009: Who Ride wit Us Vol. 4
- 2013: Who Ride wit Us Vol. 5
- 2015: Who Ride wit Us Vol. 6

### EPs
- 2001: Makaveli & Dillinger Don’t Go 2 Sleep (mit Makaveli)
- 2002: I Got Love in These Streetz
- 2003: Dogg Catcha
- 2013: Tha City

### Singles
- 1997: Way Too Major (feat. Big Tray Deee)
- 1998: In California (feat. Val Young)
- 1998: It Might Sound Crazy (feat. Too Short)
- 2000: R.A.W. (feat. Kurupt)
- 2000: I’d Rather Lie 2 Ya (feat. Kurupt & Big Tray Deee)
- 2002: Keep It Gangsta
- 2003: Dogg Catcha (feat. Soopafly)
- 2005: All I Need
- 2006: Daz Thang
- 2006: Weekend (feat. Johntá Austin)
- 2008: Dip, Drop, Stop, Dip (feat. Keak da Sneak)
- 2011: D.A.Z.
- 2011: Still Get'N Money
- 2014: The Reason Why (feat. Short Khop & Bo$$)